# Rhaphidostichum theliporum
Rhaphidostichum theliporum är en bladmossart som beskrevs av Brotherus 1925. Rhaphidostichum theliporum ingår i släktet Rhaphidostichum och familjen Sematophyllaceae. Inga underarter finns listade i Catalogue of Life.